# Finanzas descentralizadas
Las Finanzas descentralizadas (comúnmente conocidas como DeFi) son una forma experimental de finanzas que no dependen de intermediarios financieros centrales como corretajes, plataformas de intercambio (exchanges), o bancos para ofrecer instrumentos financieros tradicionales, y, en cambio utilizan contratos inteligentes (smart contracts) en cadenas de bloques (blockchains), siendo Ethereum la más conocida. Las plataformas DeFi permiten a las personas prestar o tomar prestado fondos de terceros, especular con el movimiento de los precios de una gama de activos usando derivados, comerciar con criptomonedas, asegurase contra riesgos, y ganar interés en cuentas de ahorro. Algunos aplicaciones DeFi ofrecen altos índices de interés , pero están sujetas a  un alto riesgo.  En octubre de 2020, alrededor de 11 mil millones de dólares se depositaron en varios protocolos de finanzas descentralizadas, que experimentaron una subida de más de 10 veces su valor durante el transcurso del año 2020. En enero de 2021, aproximadamente 20.5 mil millones de dólares se invirtieron en DeFi.
En un sistema centralizado escribes una dirección web, se contacta con un servidor DNS que localiza la dirección IP del servidor de destino de Internet y después recupera los datos de esa página web. La parte final del dominio de una página web (es decir, .bit) se conoce como dominio de nivel superior. Todos los dominios de nivel superior están controlados por una autoridad central que tiene el poder de resolver los conflictos que surgen con respecto a una página web. En un sistema DNS descentralizado, además de no existir una autoridad central, el sistema de consulta es descentralizado con lo que a través de un sistema P2P diversos nodos descentralizados ejecutan el software de servidor DNS sin que ninguna autoridad central intervenga en las operaciones.

## Historia
La plataforma de préstamos basada en la moneda estable (stable coin)  MakerDAO está reconocida por ser la primera aplicación DeFi en recibir un uso significativo. Permite a sus usuarios tomar prestado, Dai, el token nativo de la plataforma vinculado al dólar estadounidense . A través de un conjunto de contratos inteligentes en la cadena de bloques Ethereum, que controla los procesos de préstamo, reembolso y liquidación, MakerDAO tiene como objetivo mantener el valor estable de Dai de manera descentralizada y autónoma .
En junio de 2020, Compound Finance comenzó a recompensar a prestamistas y prestatarios de criptomodenas  de su plataforma, además de pagos de interés habituales a prestamistas, con unidades de una nueva criptomoneda conocida como el token COMP, que se usa para la gobernanza de la plataforma de Compound  Finance pero que es también comerciable en plataformas de intercambio. Otras plataformas hicieron lo propio, lanzando el fenómeno conocido como "yield farming" o "liquidity mining," donde los especuladores intercambian de manera activa criptomonedas ventajas entre diferentes piscinas (pools) para maximizar su rédito (yield) total, que incluye no sólo los interés y las comisiones, si no también el valor de adicional de los tokens recibidos como recompensa.
En julio de 2020, el Washington Post publicó un manual básico de  finanzas descentralizadas, incluyendo detalles sobre "yield farming", retornos de inversión, y los riesgos relacionados. En septiembre de 2020, Bloomberg escribió que las DeFi representaban dos tercios del mercado de criptomonedas en términos de intercambio de precios y que los niveles de colaterales DeFi alcanzaron los 9 mil millones de dólares. Ethereum experimentó un incremento de desarrolladores durante el año 2020 debido al creciente interés en las DeFi.
Las DeFi atrajeron a grandes capitales de riesgo de criptomonedas como Andreessen Horowitz, Bain Capital Ventures y Michael Novogratz.

## Cómo funcionan las Finanzas descentralizadas
Las finanzas descentralizadas (DeFi) funcionan a través de aplicaciones conocidas como DApps (aplicaciones descentralizadas) que realizan funciones financieras en registros financieros (ledgers) denominados cadenas de bloques (blockchains); una tecnología que fue utilizada por primera vez por Bitcoin, y que desde entonces se ha extendido ampliamente.  En lugar de que las transacciones se hagan por y a través de un intermediario centralizado, como una plataforma de intercambio de criptomonedas, estas se realizan directamente entre los participantes, mediados por los programas de los contratos inteligentes. Para acceder a las DApps, normalmente se usa una extensión en el navegador de la Web3 o una aplicación como MetaMask que permiten a los usuarios operar directamente con la cadena de bloques de Ethereum a través de una página web. Muchas de estas DApps puede conectar y trabajar junto de crear servicios financieros complejos. Por ejemplo, los inversionistas en  monedas estables (stable coins) pueden enviar activos a una piscina de  liquidez (pool). Otros pueden tomar prestado de estas piscinas, contribuyendo con una garantía colateral adicional, normalmente mayor que la cantidad total del préstamo. El protocolo ajusta automáticamente el tipo de interés basándose en la demanda del activo momento a momento.
El término "descentralización" hace referencia a la ausencia de una plataforma de intercambio centralizada. Los programas de contratos inteligentes de los protocolos DeFi se desarrollan usando software de código abierto por una comunidad de desarroladores y programadores.
Un ejemplo de protocolo DeFi es Uniswap, que es una plataforma de intercambio descentralizada  o Dex que funciona en la cadena de bloques de Ethereum y permite el mercadeo de cientos de diferentes tokens que son emitidos en dicha cadena de bloques. En lugar de depender de los creadores de mercado centralizados para cumplir con los pedidos, el algoritmo de Uniswap incentiva a los usuarios a formar piscinas de liquidez para los tokens mediante la emisión de tarifas comerciales a quienes proporcionan liquidez. Un equipo de desarrollo escribe el software para su implementación en Uniswap, pero la plataforma es gobernada en última instancia por sus usuarios. Debido a que ningún organismo centralizado ejecuta Uniswap, no hay nadie que verifique las identidades de las personas que utilizan la plataforma. No está claro que posición tomarán los organismos reguladores respecto a la legalidad de plataformas como Uniswap.
Otro ejemplo son los "préstamos flash" (flashloans) que son préstamos sin garantía de una cantidad arbitraria que se retiran y devuelven dentro de un intervalo de un bloque, una duración de minutos o incluso segundos. Si bien puede haber usos legítimos para dichos préstamos, múltiples ataques a la vulnerabilidad de las plataformas DeFi han utilizado préstamos flash en la manipulación a corto plazo de los precios al contado de las criptomonedas.

## Críticas
Las transacciones de las cadenas de bloques son irreversibles, lo que significa que una transacción incorrecta de una plataforma DeFi o incluso la implementación de un código de contrato inteligente que contiene errores no se puede corregir fácilmente. Los errores de codificación y los hackeos son comunes. En 2020, una plataforma conocida como Yam Finance aumentó rápidamente sus depósitos a 750 millones de dólares antes de quebrar días después del lanzamiento debido a un error de código. Además, el código para los contratos inteligentes que implementan las plataformas DeFi es generalmente un software de código abierto que se puede copiar fácilmente para configurar plataformas de la competencia, lo que crea inestabilidades a medida que los fondos pasan de una plataforma a otra.
La persona o entidad detrás de un protocolo DeFi puede ser desconocida y puede desaparecer con el dinero de los inversores. El inversor Michael Novogratz ha descrito algunos protocolos de DeFi como "tipo Ponzi."
DeFi no cumple con el protocolo Conozca a Su Cliente (KYC) y otras normas contra el lavado de dinero (AML).
Las DeFi se han comparado con la locura de las ofertas iniciales de moneda (ICO) de 2017, parte de la burbuja de las criptomonedas de ese año. Los inversores sin experiencia corren un riesgo particular de perder dinero utilizando plataformas DeFi debido a la formación necesaria para interactuar con dichas plataformas y la falta de un intermediario con un departamento de atención al cliente.